# Harald Marg
Harald Marg (ur. 26 września 1954 w Magdeburgu) – niemiecki kajakarz, złoty medalista olimpijski z Moskwy i sześciokrotny mistrz świata. W czasie swojej kariery sportowej reprezentował Niemiecką Republikę Demokratyczną.

## Kariera sportowa
Zdobył brązowy medal w wyścigu kajaków czwórek (K-4) na dystansie 1000 metrów, w osadzie z Norbertem Paschke, Peterem Korschem i Jürgenem Lehnertem, na mistrzostwach świata w 1973 w Tampere. Na mistrzostwach świata w 1975 w Belgradzie wywalczył dwa srebrne medale: w wyścigu dwójek (K-2) na 500 metrów (w parze z Herbertem Laabsem) i w wyścigu czwórek na 1000 metrów (z Laabsem, Gerhardem Rummelem i Rüdigerem Helmem).
Zdobył dwa złote medale w konkurencji czwórek na dystansach 500 metrów (z Frankiem-Peterem Bischofem, Berndem Duvigneau i Rolandem Graupnerem) i 1000 metrów (z Bischoffem, Duvigneau i Helmem) na mistrzostwach świata w 1978 w Belgradzie. Powtórzył ten sukces na mistrzostwach świata w 1979 w Duisburgu, wygrywając w wyścigach czwórek na 500 metrów (z Duvigneau, Jürgenem Dittrichem i Graupnerem) i na 1000 metrów (z Duvigneau, Helmem i Berndem Olbrichtem).
Zwyciężył wraz z Helmem, Duvigneau i Olbrichtem w wyścigu czwórek na dystansie 1000 metrów na igrzyskach olimpijskich w 1980 w Moskwie. Zdobył dwa medale w wyścigach K-4 na mistrzostwach świata w 1981 w Nottingham: złoty na 1000 metrów (z Helmem, Bischoffem i Peterem Hempelem) i brązowy na 500 metrów (z z Helmem, Bischoffem i André Wohllebe). Na mistrzostwach świata w 1982 w Belgradzie wywalczył dwa srebrne medale w konkurencji czwórek: na 500 metrów z Helmem, Bischoffem i Frankiem Fischerem oraz na 1000 metrów z Helmem, Bischoffem i Hempelem, a na mistrzostwach świata w 1983 w Tampere zwyciężył w czwórkach na 500 metrów i zdobył srebrny medal na 1000 metrów (na obu dystansach z Andreasem Stähle, Helmem i Hempelem).
Zdobył wiele medali mistrzostw NRD. Na dystansie 500 metrów był mistrzem w czwórkach w latach 1977–1979 i 1981 oraz wicemistrzem w dwójkach w 1979 i 1983 i w czwórkach w 1982. Na dystansie 1000 metrów zwyciężał w czwórkach w latach 1974, 1978–1980 i 1983 oraz zdobywał srebrne medale w 1973 i 1977, a w dwójkach zdobył brązowy medal w 1975.